# Draw Your Partner
Draw Your Partner (DYP, sprich dipp) bezeichnet die Zuteilung von Spielpartnern per Los. Diese Form der Bildung von Teams eignet sich besonders für Spiele und Sportarten, in denen Teams aus wenigen, aber nicht weniger als zwei Personen bestehen. Besonders hohe Verbreitung hat das DYP-Verfahren im Bereich Tischfußball gefunden, wo unter Umständen ganze Turnierserien in diesem Verfahren ausgetragen werden. Dabei werden entweder für jeweils ein ganzes Turnier bzw. in der Variante MonsterDYP werden sogar in jeder Runde (d. h. für jedes Spiel) die Teams neu zusammengestellt. Beim normalen DYP wird generell Einfach- oder Doppel-KO gespielt, während das MonsterDYP rundenbasiert stattfindet und ein späteres Ein- und Aussteigen ermöglicht. Die Rangliste wird dann nach der Durchschnittspunktzahl je Spiel erstellt. Auch beim Darts werden gelegentlich DYP-Turniere ausgetragen.